# Хирани, Раджкумар
Раджкумар "Раджу" Хирани (синдхи 𑋙𑋠𑋂𑊺𑋣𑋗𑋠𑋙𑋣 𑋞𑋢𑋙𑋠𑋌𑋢, राजकुमारु हीराणी, راجڪمار هيراڻي, хинди राजकुमार हिरानी, англ. Rajkumar Hirani, род. 20 ноября 1962) — индийский кинорежиссёр
, сценарист и монтажёр. Начав снимать фильмы в сорок лет, снял (на 2018 год) пять фильмов, имеющих в Индии культовый статус, за которые получил 64 кинопремии, в том числе 11 премий Filmfare Awards и 4 Национальных кинопремии.

## Биография
Родился в Нагпуре, по национальности синдх (не следует путать с сикхами). В Нагпур семья Хирани переехала при разделе Индии, из региона, отошедшего к Пакистану. Родители хотели, чтобы сын стал бухгалтером, но он куда более интересовался кино. Учился на редактора фильма, долгое время работал в рекламе. Свой первый игровой фильм снял в 2003 году, в возрасте более 40 лет, и этот фильм — Munna Bhai M.B.B.S., сразу же получил в Индии статус культового, поскольку полностью переосмыслял все традиции, характерные для болливудского кино. Следующий фильм, «Братан Мунна 2» (2006 год), оказался не менее популярным.
Третьим по счёту стал фильм «3 идиота» 2009 года с Аамиром Ханом, Шарманом Джоши и Мадхаваном в главных ролях. Фильм об индийской молодежи среднего класса, решительно разрывающей с консерватизмом индийского общества, стал самым кассовым в истории Болливуда, и удерживал этот рекорд четыре года. Четвёртый фильм режиссёра — «Пикей», где главную роль также исполнил Аамир Хан, вышел в 2014 году, после чего Хирани второй раз побил рекорд Индии по кассовым сборам. Современное индийское общество в фильме рассматривается глазами инопланетянина Пикея (Аамир Хан), причем акцент делается на критике религиозных устоев, которые в многоконфессиональной Индии ведут к конфликтам на религиозной почве. Фильм критиковался рядом индуистских религиозных лидеров (дело дошло до подачи судебных исков и вандализма в зданиях кинотеатров), однако получил поддержку со стороны многих государственных чиновников — так, главные министры штатов Уттар-Прадеш и Бихар отменили специально для этого фильма налог со сборов, чтобы понизить для населения стоимость билетов.

## Фильмография (в качестве режиссёра)
| Год  |   | Русское название | Оригинальное название | Роль |
| ---- | - | ---------------- | --------------------- | ---- |
| 2003 | ф | Братан Мунна     | Munna Bhai M.B.B.S.   |      |
| 2006 | ф | Братан Мунна 2   | Lage Raho Munna Bhai  |      |
| 2009 | ф | 3 идиота         | 3 Idiots              |      |
| 2014 | ф | Пикей            | PK                    |      |
| 2018 | ф | Санджай          | Sanju                 |      |
| 2023 | ф | Дунки            | Dunki                 |      |